# Bortigali
Bortigali (sardisk: Bortigàle) er en by og en kommune (comune) i provinsen Nuoro i regionen Sardinien i Italien. Byen ligger i 510 meters højde og har 1.341 indbyggere (2016). Kommunen har et areal på 67,33 km² og grænser til kommunerne Birori, Bolotana, Dualchi, Macomer og Silanus.